# Guacanagari
Guacanagari sau Guacanagarix (n. ? - 1494) a fost unul din cei cinci cacique din Hispaniola, pe timpul descoperirii acesteia de către Cristofor Columb.

## Biografia
Guacanagari sau Guacanagarix a fost unul din cei cinci cacique din Hispaniola în partea de vest a insulei, unde se află astăzi statul Haiti, pe timpul descoperirii insulei de către Cristofor Columb. El l-a primit pe Cristofor Columb după naufragierea Santa Mariei. 
Își avea reședința la El Guarico, în apropiere de orașul actual Cap Haitien, în Haiti.
Când Columb a plecat, căpeteniile vecine au atacat așezarea La Navidad de pe țărmul Golfului Caracol. Spaniolii au fost măcelăriți, iar ambele localități La Navidad și orașul lui Guacanagari au fost arse complet.

### Sfârșitul vieții
Guacanagarix/Guacanagari a refuzat să coopereze cu ceilalți cacique care au încercat să-i expulzeze pe spanioli. De aceea, el a fost forțat să se refugieze în munți, unde a și murit mai târziu, în 1494.